# Sycorax
Sycorax är en av Uranus månar. Den upptäcktes 1997 av en grupp amerikanska astronomer med hjälp av Hale-teleskopet, och fick den tillfälliga beteckningen S/1997 U 2. Den är också betecknad Uranus XVII.
Sycorax är en av de minsta av Uranus månar och nummer fem i ordning utanför de fem stora månarna. Den har en diameter på ca 190 km. Utöver dess bana runt planeten och dess mycket låga albedo, är Sycorax egenskaper i stort sett okända. Den har en retrograd rörelse runt planeten, vilket betyder att den rör sig i motsatt riktning av planetens rotation.
Sycorax är uppkallad efter en häxa som är mor till Caliban i William Shakespeares pjäs Stormen.